# Vileplume
Vileplume (japanski: ラフレシア Rafureshia) jedan je od 1025 fiktivnih vrsta Pokémona iz medijske franšize Pokémon, skupa Pokémon videoigara, animiranih serija, manga stripova, knjiga, igraćih karata i drugih medija kojima je tvorac Satoshi Tajiri. Svrha je Vileplumea u videoigrama, animiranoj seriji i manga stripovima, kao i svrha ostalih Pokémona, borba s divljim Pokémonima – neukroćenim stvorenjima koje igrači i likovi pronalaze dok kreću na razne avanture – i pripitomljenim Pokémonima drugih Pokémon trenera.

## Etimologijaimena
"Vileplume" dolazi od engleske riječi "vile" = odvratan, što se odnosi na njegov smrad; i "plume" = perjanica, odnoseći se na njegov cvat. 
Njegovo japansko ime, Rafureshia, odnosi se na njegovu sličnost s koljenom biljaka raflezije.

## Pokédex podaci
- Pokémon Red/Blue: Što su njegove latice veće, veća je količina otrovnog peluda kojeg one sadržavaju. Njegova je velika glava teška i teško ju drži uspravno.
- Pokémon Yellow: Zamahuje svojim velikim širokim laticama raspršujući otrovni pelud. Zvuk zamahivanja veoma je glasan.
- Pokémon Gold: Posjeduje najveće latice na svijetu. Sa svakim korakom, latice otpuštaju teške oblake otrovnog peluda.
- Pokémon Silver: Pupoljak cvjeta uz glasan prasak, a zatim otpušta alergenski, otrovni pelud.
- Pokémon Crystal: Zamahujući velikim laticama, otpušta otrovan pelud u zrak, čineći zrak oko sebe žutim.
- Pokémon Ruby: Vileplumeov otrovan pelud izaziva snažne alergijske reakcije. Zato se ne preporuča približavanje privlačnim cvjetovima unutar džungle, bez obzira na njihovu ljepotu.
- Pokémon Sapphire: Vileplume ima najveće latice na svijetu. Njima privlače plijen koji zatim biva omamljen otrovnim sporama.
- Pokémon Emerald: U dobima kada stvara više peluda, zrak oko Vileplumea postaje žut. Pelud je izrazito otrovan te izaziva paralizu.
- Pokémon FireRed: Njegove su latice najveće na svijetu. Pakosno raspršuje alergenski pelud sa svojih latica.
- Pokémon LeafGreen: Što su njegove latice veće, veća je količina otrovnog peluda kojeg one sadržavaju. Njegova je velika glava teška i teško ju drži uspravno.
- Pokémon Diamond/Pearl: Njegove su latice najveće na svijetu. Dok hoda, raspršuje pelud koji izaziva alergije.

## U videoigrama
Vileplumea se može dobiti samo na jedan način; upotrijebiti Lisnati kamen na Gloomu da bi se razvio. Alternativa je da se na Gloomu upotrijebi Sunčani kamen. Njegova sposobnost, Klorofil (Chlorophyll) udvostručuje njegovu Speed statistiku kada je vrijeme sunčano, tj. kada se upotrijebi tehnika Sunčanog dana (Sunny Day). 
U igrama Pokémon FireRed i LeafGreen, Vođa dvorane grada Celadona, Erika, koristi Vileplumea, koji je najjači Pokémon u njenom timu.

## Tehnike
| Prirodne tehnike               | Prirodne tehnike | Prirodne tehnike |
| ------------------------------ | ---------------- | ---------------- |
| Tehnika                        | Vrsta tehnike    | Razina           |
| Aromaterapija (Aromatherapy)   | Travnati         |                  |
| Mega isušivanje (Mega Drain)   | Travnati         |                  |
| Otrovni prah (PoisonPowder)    | Otrovni          |                  |
| Omamljujuća spora (Stun Spore) | Travnati         |                  |
| Ples latica (Petal Dance)      | Travnati         | 53               |
| Sunčeva zraka (Solar Beam)     | Travnati         | 63               |

## Statistike
| HP:      | 75  |  |
| Attack:  | 80  |  |
| Defense: | 85  |  |
| Special: | 100 |  |
| SpAtk:   | 100 |  |
| SpDef:   | 90  |  |
| Speed:   | 50  |  |

Statistika Special korištena je samo tijekom prve generacije; kasnije je podijeljenja na Special Attack i Special Defense statistike.

## U animiranoj seriji
Vileplume je imao manje uloge u animiranoj seriji dosad. U epizodama Orange lige, kada Ash i društvo naiđu na Prof. Ivy u njenu laboratoriju, Vileplume je bio jedan od Pokémona u njenu vrtu. Bio je drukčije boje od ostalih Vileplumea iz Kanto regije zbog činjenice što ga je Prof. Ivy drukčije hranila, ali nije bio Shiny Pokémon. Vileplume je isto tako bio odgovoran jer je razbolio Asha, Traceyja i Jessie jer je na njih otpustio Omamljujuće spore (Stun Spore) nakon što su se sudarili s njim u jednoj od epizoda Orange lige. Jezzibel, Jamesova zaručnica, isto ima Vileplumea, i koristi njegove Omamljujuće spore da bi zaustavila Jamesa kada je ovaj pokušao pobjeći.
U Pokémon: The First Movie, Vileplume je bio jedan od Pokémona koji je pripadao jednom od trenera koje je Mewtwo namamio u svoju utvrdu. Mewtwo ga je oteo uz sve ostale Pokémone i stvorio njihove klonove, uključujući i onog od Vileplumea. Nakon što su se klonovi i njihove "originalne" verzije međusobno borili, Mewtwo i Mew povukli su se s klonovima u novo sklonište.